# 큰볏사냥개박쥐
큰볏사냥개박쥐(Promops centralis)는 큰귀박쥐과에 속하는 박쥐의 일종이다. 남아메리카와 중앙아메리카에서 발견된다.

## 특징
중간 크기의 박쥐로 몸길이가 56~88mm이고 전완장이 51~57mm, 꼬리 길이가 45~62mm이다. 발 길이는 10~13mm, 귀 길이는 14~16mm, 몸무게는 최대 25g이다. 털 길이는 보통이고 매끄럽고 무성하며 앞팔 안쪽 끝을 따라 털이 이어져 있다. 등 쪽은 짙은 갈색과 불그스레한 갈색 또는 거무스레한 색을 띠는 반면에 배 쪽은 짙은 회색과 같색이다. 주둥이는 좁고 짧다. 핵형은 2n=48, FNa=58이다.

## 생태
야자나무 잎 아래와 나무 구멍 속, 벗겨진 껍질 아래에 최대 6마리까지 작은 무리를 지어 은신한다. 먹이는 곤충이다. 4월과 8월, 11월, 12월에 젖을 먹이는 암컷이 포획된다.

## 분포 및 서식지
멕시코 남서부 지역부터 브라질 아마존 분지 대부분의 지역을 제외한 아르헨티나 북동부 지역까지 아메리카 대륙에 널리 분포한다. 트리니다드 섬에서도 발견된다. 해발 최대 1,800m 이하의 열대 탈락성 숲과 건조 상록수림, 소나무 숲, 참나무 숲, 도시와 평원에서 서식한다.

## 아종
3종의 아종이 알려져 있다.
- P. c. centralis - 멕시코 할리스코주와 유카탄반도, 과테말라를 거쳐 온두라스 서부와 니카라과, 파나마, 콜롬비아, 베네수엘라, 가이아나 북부, 수리남, 프랑스령 기아나, 브라질 파라주. 트리니다드섬
- P. c. davisoni (Thomas, 1921) - 에콰도르 서부, 페루 북서부
- P. c. occultus (Thomas, 1915) - 에콰도르 동부와 페루, 브라질 아크리주와 마투그로수두술주, 볼리비아 중부, 파라과이 동부, 아르헨티나 북동부